# Reptiloide

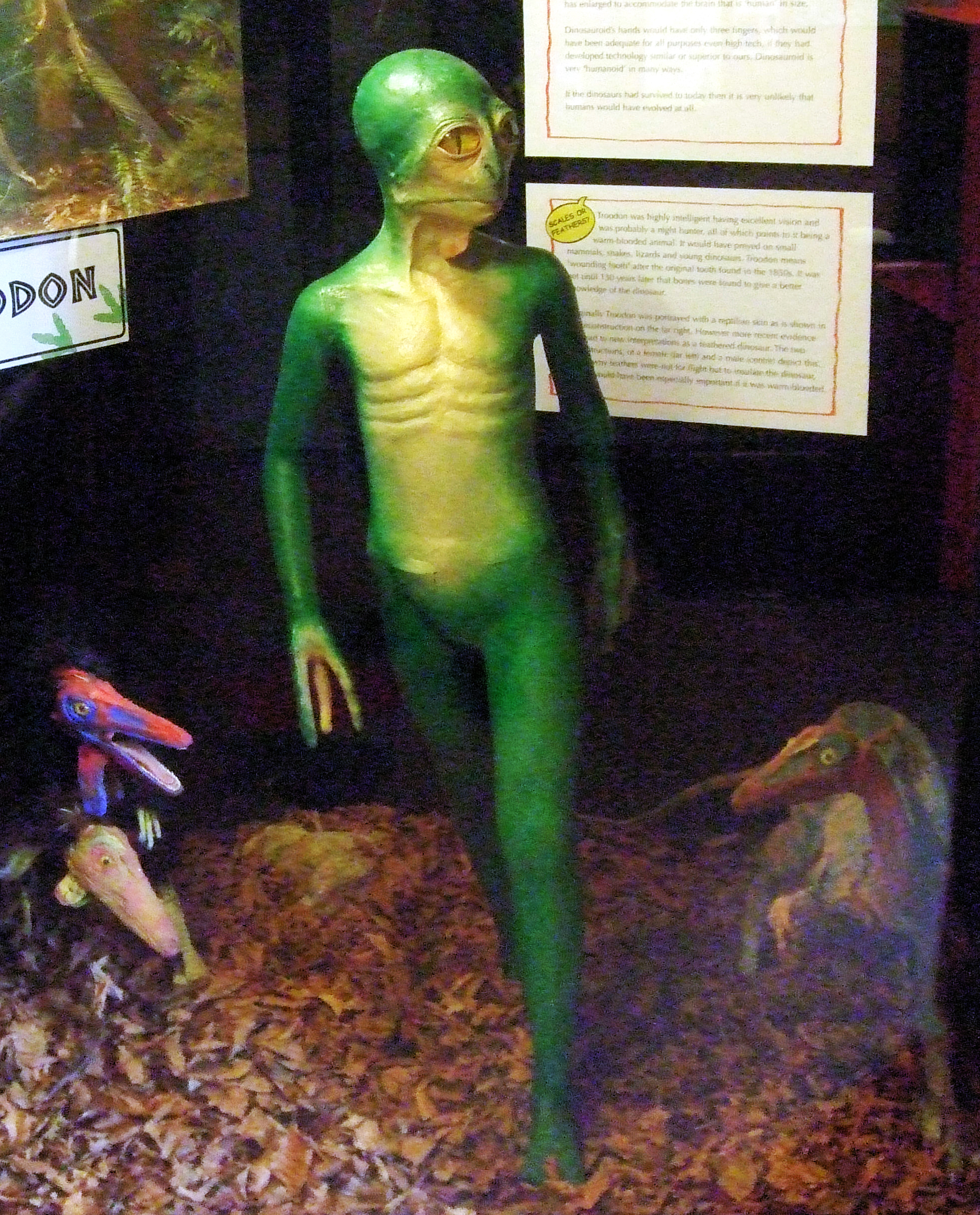
Reptiloide

Los reptiloides, reptilianos, hombres lagarto o draconianos, son reptiles humanoides imaginarios que tienen un papel destacado en la literatura fantástica o de ciencia ficción, la ufología y en teorías de conspiración contemporáneas.

## Mitología

Representación imaginaria de un supuesto reptiliano, acompañado por un humano haciendo de escala

Los variados humanoides reptilianos han sido muy comunes en los mitos y leyendas de muchas culturas a lo largo de la historia.

### América
Quetzalcóatl, nombre náhuatl de la deidad de la mitología maya o azteca, descrita como Serpiente Emplumada de la antigua Mesoamérica. Es uno de los principales dioses o energías de muchas civilizaciones en lo que es hoy México y Centroamérica. El nombre Quetzalcóatl literalmente significa "serpiente emplumada" (quetzal, nombre en náhuatl).[cita requerida]

### Europa
Cécrope I, el mítico primer rey de Atenas, era mitad hombre, mitad serpiente. Se ilustra como ejemplo en un friso en el altar de Zeus, en Pérgamo.[cita requerida]

### Medio Oriente
En la cultura del antiguo Egipto se encuentran las imágenes de Sobek.[cita requerida]
En las culturas judía y cristiana, en el Génesis, se relata como Adán y Eva son seducidos por la Serpiente para alimentarse del Árbol del Conocimiento (del Bien y el Mal), y como consecuencia, son expulsados del Edén.
También hay una clara alusión al "gran dragón, la serpiente original", enemigo de Jesús en el libro bíblico del Apocalipsis.

### India
En escrituras y leyendas de la India, los Naga (devanagari: नाग) son descritos como seres reptilianos que viven subterráneamente y que interactúan con los seres humanos en la superficie.[cita requerida]
En algunas versiones, se dice que estos seres vivieron alguna vez en un continente en el océano Índico y que se hundió en las aguas. Textos de la India también hacen referencia a los Sarpa (devanagari: सर्प).

### Extremo Oriente
Los chinos, vietnamitas, coreanos y japoneses hablan en su historia acerca de 龍 (Lóng) (Yong en coreano, Ryu en japonés) o dragones, concebidos en ambas formas físicas y metafísicas, pero raramente descritos con forma humanoide. En el folclore de Japón, se habla de seres como los Kappa, demonios acuáticos anfibios con aspecto de tortuga y pico de pájaro, y también de Orochi, una serpiente monstruosa similar a la Hidra occidental.

## Ufología y criptozoología

### Razas extraterrestres
Los belatricianos son una supuesta raza extraterrestre de existencia meramente imaginativa. Los belatricianos son descritos como seres con rasgos reptilianos con cierto resplandor fosforescente en la piel. Su color es entre anaranjado y amarillo y visten trajes espaciales.
El supuesto médium Sheldan Nidle y su pareja Coreen Marshall, aseguran canalizar mensajes de los belatricianos para la humanidad. Según afirman, los belatricianos fueron una cruel raza de tiranos galácticos, ahora arrepentidos y deseosos de lograr la paz y ser aceptados dentro de la galaxia. De ahí, su deseo de corregir las atrocidades del pasado y convertirse en miembros responsables de la Federación Galáctica.
Son famosos dentro de las teorías de conspiraciones y conocidos por muchos estudiosos del fenómeno OVNI. Sus supuestas apariciones tienen lugar en los Estados Unidos, siendo prácticamente nulos los reportes de reptilianos en otros países.

### David Icke
Tras la obra del escritor británico David Icke, la figura del reptiliano ha cobrado bastante popularidad, asociándola a teorías conspirativas de dominación mundial por parte de los reyes, jefes de Estado, aristocracias y magnates financieros, muy ligados a la masonería. También están las historias inventadas por Zecharia Sitchin sobre los Anunnakis, de que fueran realmente reptilianos.

### Nuwaubianismo
Dwight York, líder sectario estadounidense condenado por abuso sexual infantil, creó el Nuwaubianismo como una religión de supremacismo negro derivada de la Nación del Islam. Dentro de su doctrina se concluye, entre otras cosas, que diferentes especies extraterrestres reptilianas operan dentro de la Tierra.

## Arqueología

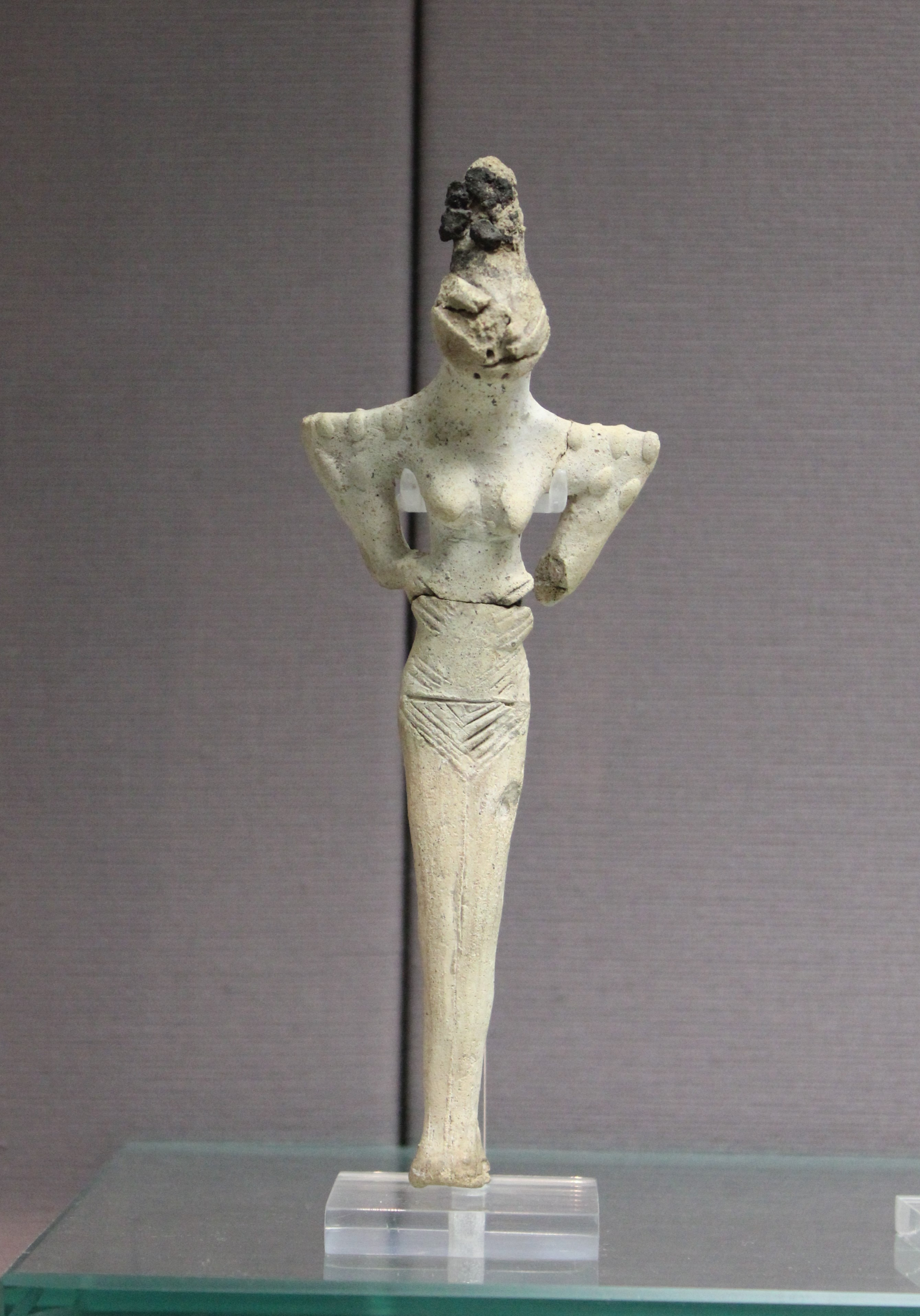
Figura reptiliana del Período de El Obeid. Ur, Mesopotamia, Irak actual.

Se han encontrado estatuillas de terracota que datan de los años 4500 a 5500 a. C. (pertenecientes al Período de El Obeid) en Ur, entre 1919 y 1922 durante excavaciones arqueológicas dirigidas por Henry Hall. Algunas están representados con una "cabeza de lagarto". Algunos autores partidarios de teoría de la conspiración, o adheridos a la teoría de antiguos astronautas (Anunnakis), se basan en la existencia de estas figuras para acreditar la tesis de los "reptilianos".

## Otros

### El Dinosauroide
El concepto dinosauroide surge de una investigación sobre los dinosaurios terópodos como el Troodon, y el Saurornithoides. Dado que estos animales poseían el cerebro más grande, comparado con el tamaño de su cuerpo, de la era Mesozoica, algunos han especulado que de no haberse extinguido, estos animales habrían tenido la probabilidad de evolucionar hasta una forma parecida a la humana.[cita requerida] Cabe destacar que este concepto no tiene ninguna base científica[cita requerida] y solo fue desarrollado dentro de un marco especulativo.

## Pruebas falsas

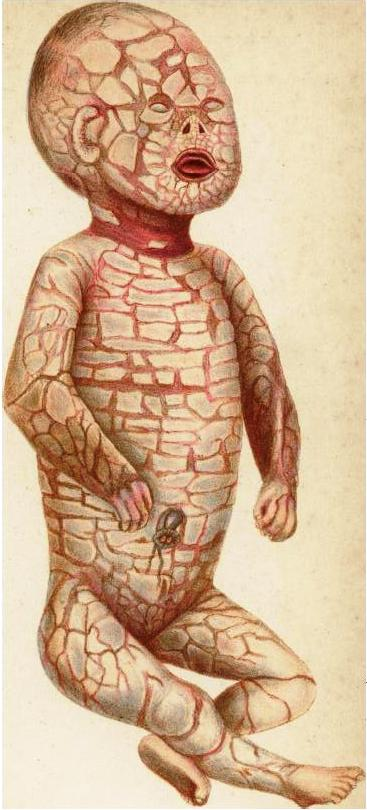
Representación artística de un caso de Ictiosis Arlequín, morbosamente presentados como "pruebas" de la existencia de los reptilianos en diversos sitios de Internet

Es usual encontrar en Internet cientos de sitios sobre criptozoología, ufología y otras pseudociencias afirmando poseer fotos o vídeos "reales" de seres reptilianos. Lo cierto, es que este material gráfico proviene de falsificaciones digitales, de imágenes del modelo de Dinosauroide creado por Dale Russell descrito en el apartado anterior o, más desvergonzadamente, de la tergiversación de imágenes de casos de una enfermedad congénita llamada Ictiosis Arlequín.
Como en muchas otras leyendas, al igual que en los casos del dragón y Pie Grande, se afirma como prueba de veracidad la supuesta distribución universal del mito en culturas que no tuvieron relación entre sí. La distribución global de fósiles de dinosaurios y los hallazgos realizados por culturas antiguas previas a la paleontología moderna, así como el hecho de que, como especie, el ser humano comparta una serie de arquetipos y temores psicológicos, pueden rebatir perfectamente este argumento.